# Dobryczi
Dobryczi (ukr. Добричі, do 2024 Perwomajśke, ukr. Первомайське) – osiedle na Ukrainie, w obwodzie dniepropetrowskim, w rejonie synelnykowskim, w hromadzie Iłarionowe. W 2001 liczyło 1297 mieszkańców.